# هونوریوس
فلاویوس هونوریوس‌‌(به لاتین: Flavius Honorius) (زادهٔ ۹ سپتامبر ۳۸۴ - درگذشتهٔ ۱۵ اوت ۴۲۳) امپراتور روم غربی از ۳۹۳ تا ۴۲۳ بود. او یکی از ضعیفترین امپراتوران روم بود و به‌هنگام حملهٔ ویزیگوتهای تحت فرمان آلاریک یکم به رم در ۴۱۰ به راونا فرار کرد.

## زندگی

### سال‌های آغازین و شروع امپراتوری
هونوریوس پسر کوچک امپراتور تئودوسیوس یکم و برادر آرکادیوس بود که در ۲۳ ژانویهٔ ۳۹۳ و با دریافت عنوان آگوستوس از سوی پدرش در قسطنطنیه به امپراتوری مشترک با او برگزیده شد. تئودوسیوس در ۳۹۵ درگذشت و امپراتوری روم که از زمان والنتینیان تقریباً به دوپاره تقسیم شده بود اما هنوز به‌صورت سرزمینی واحد اداره می‌شد کاملاً به دو بخش شرقی و غربی تقسیم شد و دو برادر به‌طور مستقل امپراتور هر یک از دو بخش شدند، آرکادیوس امپراتور روم شرقی شد و هونوریوس به امپراتوری روم غربی رسید.

### فلاویوس استیلیکو
هونوریوس به هنگام نشستن بر تخت امپراتوری تنها ۱۲ سال داشت و به همین سبب پدرش فردی را مشخص کرده بود تا به‌جای امپراتور خردسال به ادارهٔ امور حکومتی بپردازد. آن شخص فلاویوس استیلیکو، ارشد سربازان و فردی توانا با تبار دوگانهٔ نیمه رومی و نیمه وندال بود که با سِرِنا، عموزادهٔ تئودوسیوس ازدواج کرده بود. بدین ترتیب در نیمهٔ نخست دوران فرمانروایی هونوریوس از ۳۹۵ تا ۴۰۸ قدرت عملاً در دستان استیلیکو قرار داشت. هونوریوس جوان در ۳۹۵ با ماریا، دختر استیلیکو ازدواج کرد و پس از مرگ او با خواهر کوچکترش ترمانتیا وصلت نمود. اما این ازدواج پس از اعدام استیلیکو در ۴۰۸ به اتهام خیانت به جدایی انجامید.

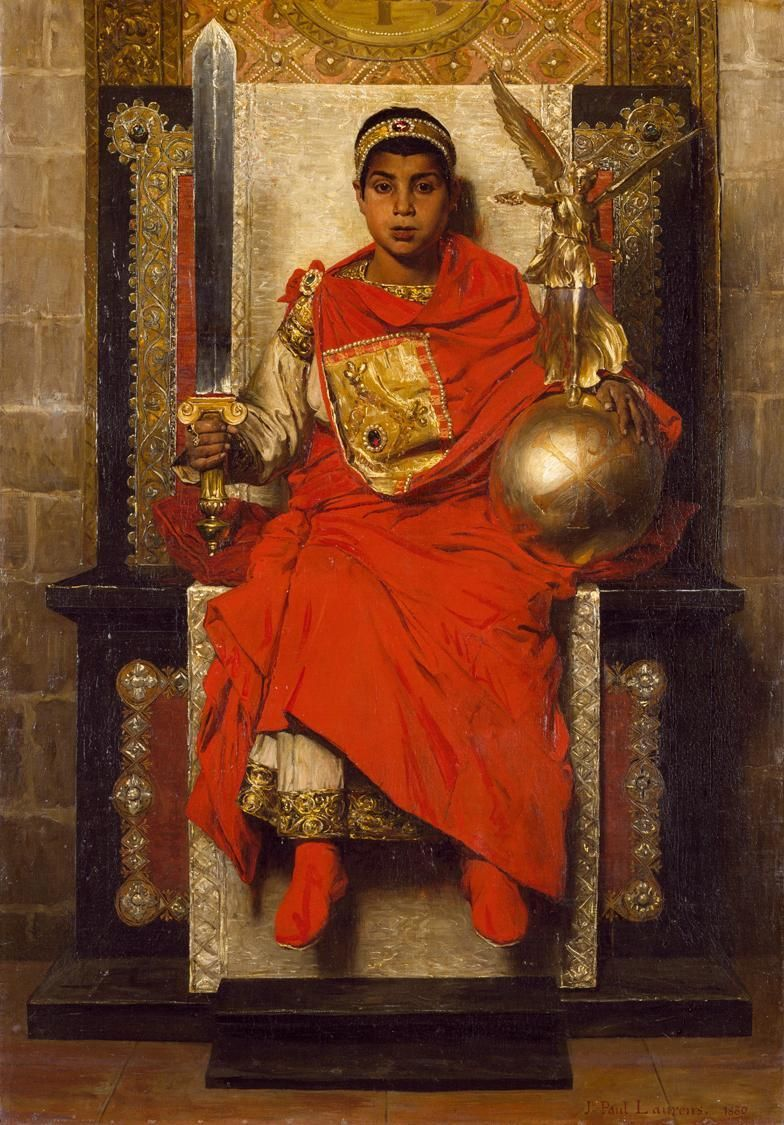
هونوریوس، امپراتور روم غربی اثر ژان پل لورن (۱۸۸۰) - هونوریوس کودکی خردسال بود که در ژانویهٔ ۳۹۳ به امپراتوری مشترک با پدرش رسید.

### شورش در آفریقا
در ۳۹۷ یکی از فرماندهان ارتش در آفریقا به نام گیلدو علیه امپراتوری روم غربی و به نفع آرکادیوس در روم شرقی دست به شورش زد. آفریقا در آن زمان بخشی از روم غربی و تأمین کنندهٔ غلات آن سرزمین بود که در نتیجهٔ این شورش بیم آن می‌رفت که این ذخیرهٔ غذایی در دستان نیمهٔ شرقی قرار گیرد. استیلیکو در پشت این شورش اوتروپیوس، یکی از مقامات روم شرقی را می‌دید اما به‌جای وارد شدن به جنگی آشکار با او توانست از طریق راه‌های دیپلماتیک، مقدمات برکناری و تبعید اوتروپیوس را در ۳۹۹ فراهم آورد و همزمان شورش گیلدو را سرکوب و آفریقا را به امپراتوری باختری بازگرداند.

### تهاجم ویزیگوت‌ها به امپراتوری روم غربی
در ۴۰۳ ایتالیا در خطر حملهٔ ویزیگوت‌هایی قرار گرفت که ادوکسیا، همسر آرکادیوس و نایب‌السطنهٔ روم شرقی، توجهشان را از یورش به قسطنطیه به سوی غرب منحرف کرده بود. استالیکو برای مقابله با آن‌ها تمامی نیروهای مستقر در راین، بریتانیا و هرکجای دیگری که امکانش بود را فراخواند و توانست جلوی پیشروی ویزیگوت‌ها را گرفته و از ایتالیا بیرونشان راند. به دنبال این اتفاق هونوریوس در ۴۰۴ تصمیم گرفت تا اقامتگاه خود را از مدیولانوم (میلان امروزی) به راونا که دارای امنیت بیشتری بود منتقل سازد. با این وجود ایتالیا همچنان در وضعیتی ناامن به‌سر می‌برد و ویزیگوت‌ها که در طول چند سال گذشته توانسته بودند از نواحی میانی دانوب عبور کنند، در ۴۰۵ و با رهبری راداگایسوس از کوه‌های آلپ گذشته و به سوی ایتالیا سرازیر شدند. اما استیلیکو باردیگر توانست با شکست نیروهای مهاجم امپراتوری را نجات دهد.

### یورش بربرها، شورش در بریتانیا و اعدام استیلیکو
در ۴۰۶ گروه عظیمی از وندال‌ها، آلامانیها، آلانها، سوئبیها و بورگوندیها از رودخانهٔ یخ‌زدهٔ راین گذشتند و با ویران‌سازی هرآنچه که در مسیرشان بود وارد گل شدند و موگونتیاکوم (ماینز امروزی) و ترویری (تریر امروزی) را به اشغال خود درآوردند. این تهاجم گسترده سبب شد تا استیلیکو که در فکر حمله به روم شرقی بود برای مقابله با بربرها وارد عمل شود. اما در همین زمان نیروهای مستقر در بریتانیا سر به شورش برداشتند و پس از یک سری خونریزی بر سر انتخاب امپراتور سرانجام کنستانتین سوم قدرت را در دست گرفت. طولی نکشید که بخش‌هایی از گل و اسپانیا نیز به او پیوستند.
استیلیکو که راه چاره‌ای نمی‌دید تصمیم گرفت تا برای نجات امپراتوری با آلاریک و ویزیگوت‌ها وارد معامله شده و با پول تطمیعشان نماید. آن‌ها درخواست ۴ هزار پاوند طلا کردند اما سنا حاضر نبود این مبلغ را بپردازد و استیلیکو آن‌ها را مجبور به انجام این کار کرد. سناتورها که از این تحت فشار قرار گرفتن ناراضی بودند در برابر او جبهه گرفته و تصمیم به سرنگونی استیلیکو گرفتند. دیری نپایید که استیلیکو متهم به همدستی با آلاریک و توطئه برای براندازی هونوریوس به‌منظور بر تخت نشاندن پسر خودش اوکریوس شد. پس از این اتهام سپاهیان تطمیع‌شدهٔ استیلیکو در تیکینوم (پاویای امروزی) علیه او شوریدند و استیلیکو خود را در ۴۰۸ در راونا به امپراتور تسلیم نمود و در همان سال اعدام شد.

### یورش آلاریک به رم و غارت شهر

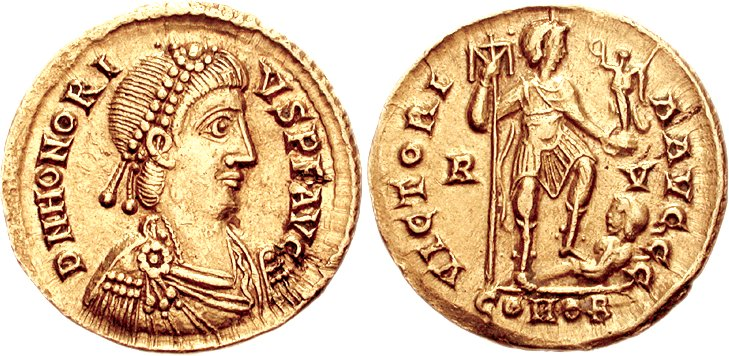
سکهٔ سولیدوس طلای منقوش به نگارهٔ امپراتور هونوریوس

اعدام استیلیکو اقدامی فاجعه‌بار بود و منجر به پیوستن بسیاری از سربازان ژرمنی‌تبار او به آلاریک شد تا به دست رومیان کشته نشوند. آلاریک نیز که با مرگ استیلیکو امیدی به دریافت رشوهٔ پیشنهادی او نداشت به سوی رم لشکر کشید و رومیان تنها با پرداخت مبلغ کثیر دیگری توانستند جلوی پیشروی او را بگیرند. اما اردوگاه آلاریک در ۴۱۰ مورد حملهٔ ساروس، یکی دیگر از رهبران ویزیگوت‌ها قرار گرفت و آلاریک که او را دشمن خود می‌دانست گمان برد که هنوریوس در این کار دست داشته‌است. پس بدون توجه به مذاکرات صورت گرفته بین دو طرف بار دیگر به سوی رم لشکر کشید. عمال او که در شهر حضور داشتند دروازه‌ها را در ۲۴ اوت ۴۱۰ بر روی آلاریک گشوده و ویزیگوت‌ها تا ۳ روز به غارت شهر پرداختند. آلاریک سپس آئلیا گالا پلاچیدیا، خواهر ناتنی و ۲۰ سالهٔ هونوریوس را با خود برد و برای فتح آفریقا به سوی جنوب ایتالیا حرکت کرد اما پیش از عملی کردن نقشه‌اش در کنسنتیا درگذشت.
در این میان هونوریوس که بار دیگر به راونا گریخته بود تنها از آنجا نظاره‌گر این بود که چگونه فرماندهان وفادارش در سال‌های آتی، شورشیان و غاصبانی همچون پریسکوس آتالوس، ماکسیموس و یووینوس را سرکوب و برکنار می‌کنند.

### فلاویوس کنستانتیوس
در ۴۱۱ فرماندهٔ توانایی به نام فلاویوس کنستانتیوس به مقام ارشد سربازان هونوریوس رسید تا جای خالی استیلیکو را پر نماید. او سپس در همان سال توانست کنستانتین سوم، امپراتور خودخواندهٔ گل و بریتانیا را که حکومتش رو به زوال بود شکست داده و او را سرنگون سازد. او سپس در ۴۱۲ به ایتالیا بازگشت و توانست ویزیگوت‌های تحت رهبری آتولف، برادر آلاریک را با موفقیت از ایتالیا به سوی گل بیرون راند.
اما در همین زمان فردی به نام یووینوس در گل ادعای امپراتوری کرد و به دنبال او در ۴۱۳ هراکلیانوس، کنت آفریقا که ناوگان عظیمی را هم فراهم آورده بود خود را امپراتور خواند و به سوی ایتالیا حرکت کرد. با این وجود او به سختی شکست خورده دستگیر و اعدام شد. پس از آن کنستانتیوس با آتولف وارد معامله شد تا یوونیوس را سرکوب نماید چرا که رومیان خود در آن زمان نمی‌توانستند مستقیماً در گل وارد عمل شوند. برای معامله با بورگوندی‌های قدرتمند متحد یوونیوس نیز به آن‌ها حق داشتن پادشاهی خودشان به صورت هم‌پیمان با روم در داخل خاک امپراتوری داده شد تا به عنوان متحدان امپراتور عمل کنند.
با این وجود خواهر امپراتور هنوز در دست ویزیگوت‌ها بود و قرار شد که او را در ازای دریافت ذرت برای سربازان به روم پس بدهند. اما ذخیرهٔ ناچیز امپراتوری جوابگوی خواستهٔ ویزیگوت‌ها نبود و آتولف در ۴۱۴ با گالا پلاچیدیا ازدواج کرد. او سپس فردی به نام پریسکوس آتالوس را به عنوان امپراتور دست‌نشانده خود در گل منصوب نمود. به‌دنبال این حرکت کنستانتیوس به گل حمله کرد، آتالوس را دستگیر و آتولف را مجبور به عقب‌نشینی به اسپانیا نمود. آتولف در ۴۱۵ به قتل رسید و جانشینش والیا با رم مصالحه کرده و گالا پلاچیدا را به آن‌ها بازگرداند. او در بازگشتش با بی‌میلی به همسری کنستانتیوس درآمد.

### امپراتوری مشترک با کنستانتیوس سوم
کارهای کنستانتیوس سبب شد تا امپراتوری غربی از نابودی کامل نجات یابد و هونوریوس به پاداش آن او را در ۴۲۱ به امپراتوری مشترک با خود برگزید و عنوان آگوستوس را به او و آگوستا را به همسرش اعطا نمود. اما تئودوسیوس دوم، امپراتور روم شرقی هیچ‌کدام از این ارتقای مقام‌ها را به رسمیت نشناخت زیرا بیم آن داشت قدرت گرفتن کنستانتیوس که اینک با نام کنستانتیوس سوم شناخته می‌شد باعث بروز جنگ بین دو نیمهٔ شرقی و غربی شود. با این وجود دوران فرمانروایی کنستانتیوس چندان طولانی نبود و ۷ ماه پس از برتخت نشستنش درگذشت.

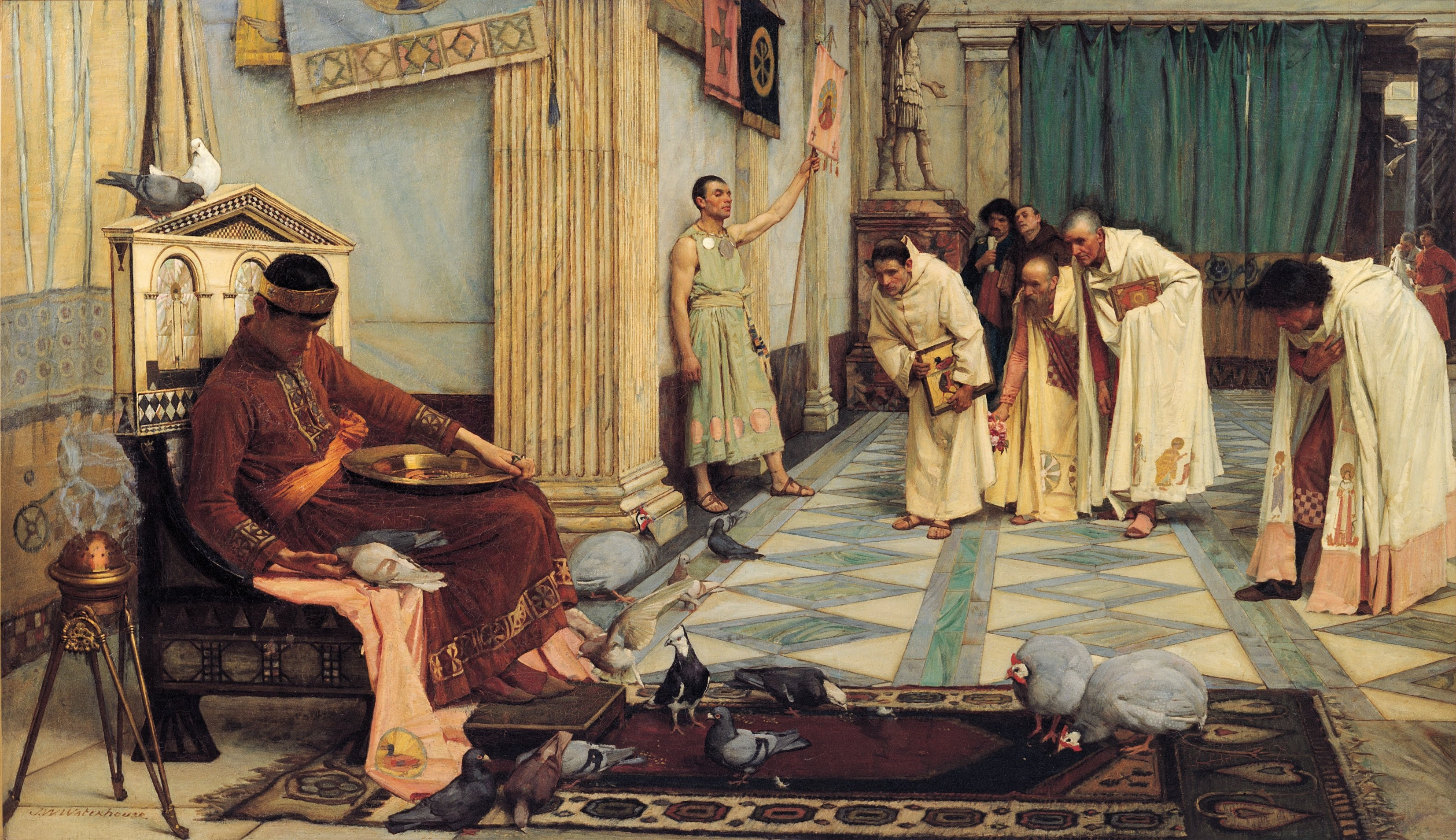
سرگرمی‌های هونوریوس اثر جان ویلیام واترهاوس (۱۸۸۳)

### سال‌های پایانی و مرگ
پس از مرگ کنستانتیوس، هونورویوس که همیشه نسبت به خواهر ناتنی خود احساس علاقه می‌کرد شروع به نزدیکی به گالا پلاچیدیا و نوازش و در آغوش گرفتن او در انظار عمومی کرد. این موضوع نه‌تنها خشم عمومی را برانگیخت بلکه باعث شد تا خواهرش از او دوری گزیده و سرانجام در ۴۲۳ همراه با دو فرزندش به قسطنطنیه فرار کند.
هونوریوس در همان سال بیمار شد و در ۱۵ اوت ۴۲۳ درگذشت. پس از او والنتینیان سوم، پسر کنستانتیوس سوم به عنوان امپراتور جدید روم غربی در ۴۲۵ بر تخت نشست.